# Wellinghofen
Wellinghofen, Dortmund-Wellinghofen — dzielnica miasta Dortmund w Niemczech, w kraju związkowym Nadrenia Północna-Westfalia, w okręgu administracyjnym Hörde.